# 세계 무역 센터 공연예술센터
세계 무역 센터 로널드 O. 퍼럴먼 공연예술센터(영어: Ronald O. Perelman Performing Arts Center at the World Trade Center, PACWTC) 또는 세계 무역 센터 공연예술센터(영어: Performing Arts Center at the World Trade Center)는 뉴욕시 맨해튼 세계 무역 센터의 북동쪽 귀퉁이에 지어지고 있는 다공간 공연예술센터이다. 때로 6 월드 트레이드 센터(영어: 6 World Trade Center)로 불리기도 한다. 공연예술센터는 로어맨해튼의 베시 스트리트, 풀튼 스트리트, 그리고 그리니치 스트리트의 교차로에 위치해 있다. 건물의 명칭은 건설에 7천 5백만 달러를 기부한 백만장자 로널드 O. 퍼럴먼의 이름을 땄다.
공연예술센터의 계획은 9·11 테러 이후 세계 무역 센터 부지의 재건의 일환으로 2004년 로어 맨해튼 개발 공사(LMDC)에 의해 처음 발표되었다. 프랭크 게리와 스뇌헤타가 원래 설계자로 선정되었지만, PATH 열차의 세계 무역 센터 역에 임시로 출입하는 것뿐만 아니라 자금 조달 및 설계 문제로 계획이 지연되었다고 보도되었다. 원래 디자인은 2014년 9월까지 폐기되었고, 2015년 조슈아 라무스와 데이비스 브로디 본드가 건축가로 선정되었다. 추가 자금 조달 문제가 해결되고 PATH역 출입구가 이전된 후 2017년 8월 지하 공사가 시작되었고, 2020년 지상 구조물 공사가 시작되었다.
공연예술센터는 2022년 말 완공해 2023년 개통할 예정이며, 2023년 완공이 되면 공연 예술 센터는 약 8,400m²를 포함한 3층 건물이 될 것이다.

## 초기 계획
2004년 10월 12일, 로어맨해튼 개발공사는 게리 파트너스 LLP와 노르웨이의 건축 회사인 스뇌헤타가 공연예술센터를 설계할 것이라고 발표했다. 공간의 제약과 비용의 한계로 인해 시그니처 시어터 컴퍼니가 탈퇴했기 때문에 상자 모양의 디자인을 도입한 게리의 제안은 조이스 극장의 디자인을 수용했을 것이다.
PATH 열차의 임시 세계 무역 센터역 입구가 차지하는 공간 내에 공연예술센터가 있는 것으로 인해 공사가 지연되었다고 보도되었지만, 공연예술센터의 건설 계획은 자금 조달과 설계로 인해 지연되었다.
2014년 2월, 런던 영빅 극장의 예술 감독 데이비드 란이 PACWTC의 컨설팅 예술 감독으로 발표되었다. 사업의 임무는 소규모 신축극장 3곳에서 연극, 음악, 무용 등의 공간을 창조하는 것으로 변경되었다.

## 재설계

2015년 이후 변경된 세계 무역 센터 공연예술센터.

2014년 9월, 게리 협회는 더 이상 공연예술센터 건설계획에 참여하지 않았다.  2019년 공연예술센터 개장을 위해 새로운 건축가의 선택과 향후 프로그램을 위한 계획들이 진행되고 있었다. 게리의 디자인은 폐기되었고, 공연 예술 센터의 이사회는 다른 세 명의 건축가들 중에서 새로운 디자인을 선택할 계획이었다. 이는 2012년 임명된 공연예술센터장 매기 보플이 게리의 작품을 못마땅해한 것으로 전해진 뒤였다.
2015년 7월, 공연예술센터의 건설 예산이 3억 5천만 달러에서 2억 달러로 줄어들 것이라고 보고되었다. 로어맨해튼 개발공사는 이사회에서 이 프로젝트에 투입된 9,900만 달러의 연방 기금은 아트 센터의 지도자들이 "싸게 살 수 있는 디자인과 민간 출처에서 남은 자금을 조달하기 위한 실행 가능한 계획을 생산"하는 것에 달려 있다고 발표했다. 2015년 11월, 공연예술센터는 렉스의 조슈아 라무스와 데이비스 브로디 본드가 총괄 건축가로 일하는 계약을 체결했다고 발표했다.
2016년 3월 3일, PATH 상설역 건물이 한 블록 남쪽에 열리면서 임시 출입구가 폐쇄되었다. 새 역 건물의 개통으로 2016년 8월 임시역 출입구가 철거될 수 있었고, 이는 임시역 출입구가 철거된 장소에 공연예술센터의 건설을 가능하게 했다.
2016년 6월 29일, 억만장자 로널드 퍼럴먼은 세계 무역 센터 공연예술센터의 건설과 기부에 7,500만 달러를 기부했다. 시설에 대한 퍼럴먼의 공헌 때문에, 공연예술센터는 그의 이름을 따서 개명되었다. 2016년 9월, 바브라 스트라이샌드는 공연예술센터의 이사회 의장으로 임명되었다. 새 건물의 컨셉 아트는 그 달에 공개되었고, 대부분 건축 비평가들로부터 긍정적인 평가를 받았다. 2017년 3월 27일, 로어맨해튼 개발공사와 뉴욕 뉴저지 항만공사 간의 프로젝트 자금 지원에 대한 논쟁으로 인해 건설이 지연될 것이라고 발표되었다.

## 건설

세계 무역 센터 재건을 위한 예비 부지 계획

2017년 8월에 지하 주차장 건물의 건설이 시작되었으며, 이 주차장은 베시 스트리트에 있는 건물 뒤쪽에서 접근할 수 있다. 건물 자체의 공사는 당초 2018년에 시작되어 2020년 완공되어 개장될 예정이었다. 항만공사는 2018년 2월에 공연예술센터에 99년 임대를 주었다. 첫 번째 구조용 강철 조각은 2018년 4월에 도착했다. 2018년 초 항만공사와 로어맨해튼 개발공사 간 재정적인 의견 불일치로 작업이 중단되었지만, 그 직후 일상적인 철강 작업과 콘크리트 주입이 재개되었다. 공연예술센터는 2018년 12월 로어맨해튼 개발공사와 미국 주택도시개발부로부터 8,900만 달러를 받았다.
2019년 7월 지하 공사가 완료되었고, 2019년 말 철골 공사가 시작되었다. 공연예술센터는 2021년에 개관할 예정이었다. 이 건물은 9·11 테러 19주년인 2020년 9월 11일에 토핑 아웃이 완료되었다. 2021년 현재, 공연 예술 센터는 2023년에 문을 열 예정이다.

## 디자인
완공되면, 공연예술센터는 세 층에 걸쳐 약 8,400 평방 미터를 포함할 것이다. 공용 층은 거리에 위치하며, 쇼 중간 휴식 시간 동안 다과를 제공하는 레스토랑/바가 있다. 2층은 연극배우들을 위한 리허설과 분장실로 구성되며, 3층에는 3개의 극장이 들어설 예정이다. 세 개의 극장 모두 벽이 회전하고 확장될 수 있도록 설계되어 필요한 경우 단일 극장을 위한 여분의 공간을 제공한다. 그 극장들은 모두 합쳐 약 1,200명을 수용할 것이다.
세계 무역 센터 공연예술센터는 다수의 디자인 상을 받았는데, 2019년 미건축 문화 부문 아키타이저 A+ 어워즈, 2021년 시카고 아테나움 미국 건축상, 2022년 뉴욕 미국 건축가 협회 문화 건축 혁신 특별상과 프로젝트 부문 명예상을 받았다.